# Nedjemibre
Nedjemibre fou un efímer faraó de la dinastia XIII d'Egipte que regnà durant el Segon Període Intermedi. El seu nom vol dir 'Dolç és el cor de Ra'. És esmentat únicament al Papir de Torí. El seu regnat fou de menys d'un any.